# Carlshamnsposten
Carlshamnsposten var en dagstidning som gavs ut i Karlshamn 1838-1840.
Tidningen var endagarstidning och kom ut på tisdagar. Den hade 4 sidor i formatet kvarto med 2 spalter (23x 17 cm). Priset för en prenumeration var 2 riksdaler banko 1838-1839 och 2 riksdaler16 skilling banko 1840.
Utgivningsbevis för tidningen utfärdades för bokhandlaren M. Florén 23 november 1838. Trycktes hos M. Floren & Kompani. Typsnitt var fraktur och antikva.